# Johann von Pokrzywnicki
Johann Jacob von Pokrzywnicki (* 24. Juli 1851 in Frankenhagen, Kreis Konitz; † 3. Mai 1930 in Aschaffenburg) war ein bayerischer Verwaltungsjurist.
Nach Dienst in der preußischen und der bayerischen Armee diente von Pokrzywnicki als Rechtsassessor in der Verwaltung des Königreichs Bayern. Von 1909 bis 1919 war er Bezirksamtsmann in Aschaffenburg.